# Duitse militaire begraafplaats in Gondelsheim
De Duitse militaire begraafplaats in Gondelsheim is een militaire begraafplaats in Baden-Württemberg, Duitsland. Op de begraafplaats liggen omgekomen Duitse militairen uit de Tweede Wereldoorlog.

## Begraafplaats
Op de begraafplaats rusten 426 Duitse militairen. De meesten kwamen in de laatste fase van de Tweede Wereldoorlog om het leven. Het gebied rond Gondelsheim lag enige tijd in de frontlinie.